# Athyrma
Athyrma är ett släkte av fjärilar. Athyrma ingår i familjen nattflyn.

## Bildgalleri

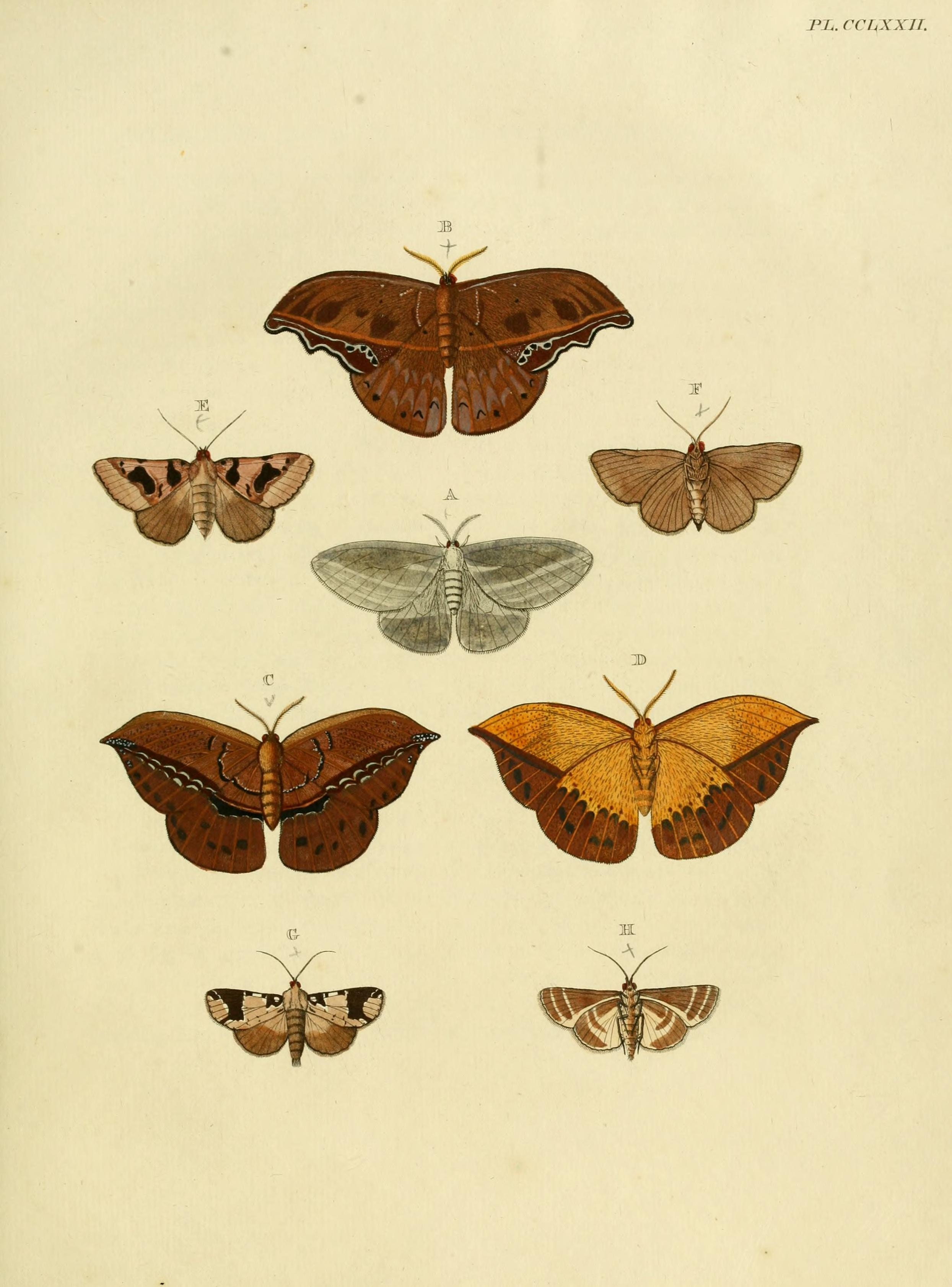

## Dottertaxa tillAthyrma, i alfabetisk ordning[1]
- Athyrma adjutrix
- Athyrma antica
- Athyrma bubo
- Athyrma condita
- Athyrma cordigera
- Athyrma cunesema
- Athyrma discimacula
- Athyrma dormitrix
- Athyrma elegantula
- Athyrma eupepla
- Athyrma flabellum
- Athyrma ganglio
- Athyrma heterographa
- Athyrma hieroglyphica
- Athyrma javanica
- Athyrma misera
- Athyrma mixosema
- Athyrma mutilata
- Athyrma olivacea
- Athyrma orbana
- Athyrma paucimacula
- Athyrma perficiens
- Athyrma pratti
- Athyrma ptocha
- Athyrma pulcherrima
- Athyrma resecta
- Athyrma rhynchophora
- Athyrma rufiscripta
- Athyrma saalmulleri
- Athyrma simplex
- Athyrma spilota
- Athyrma subpunctata
- Athyrma tepescens
- Athyrma triangulifera
- Athyrma tuberosa
- Athyrma uloptera